# 北国街道安藤家
北国街道 安藤家（ほっこくかいどう あんどうけ）は、滋賀県長浜市にある歴史的建造物。庭園にある離れの書院「小蘭亭」（しょうらんてい）の美術は北大路魯山人の代表作として知られる。

## 概要

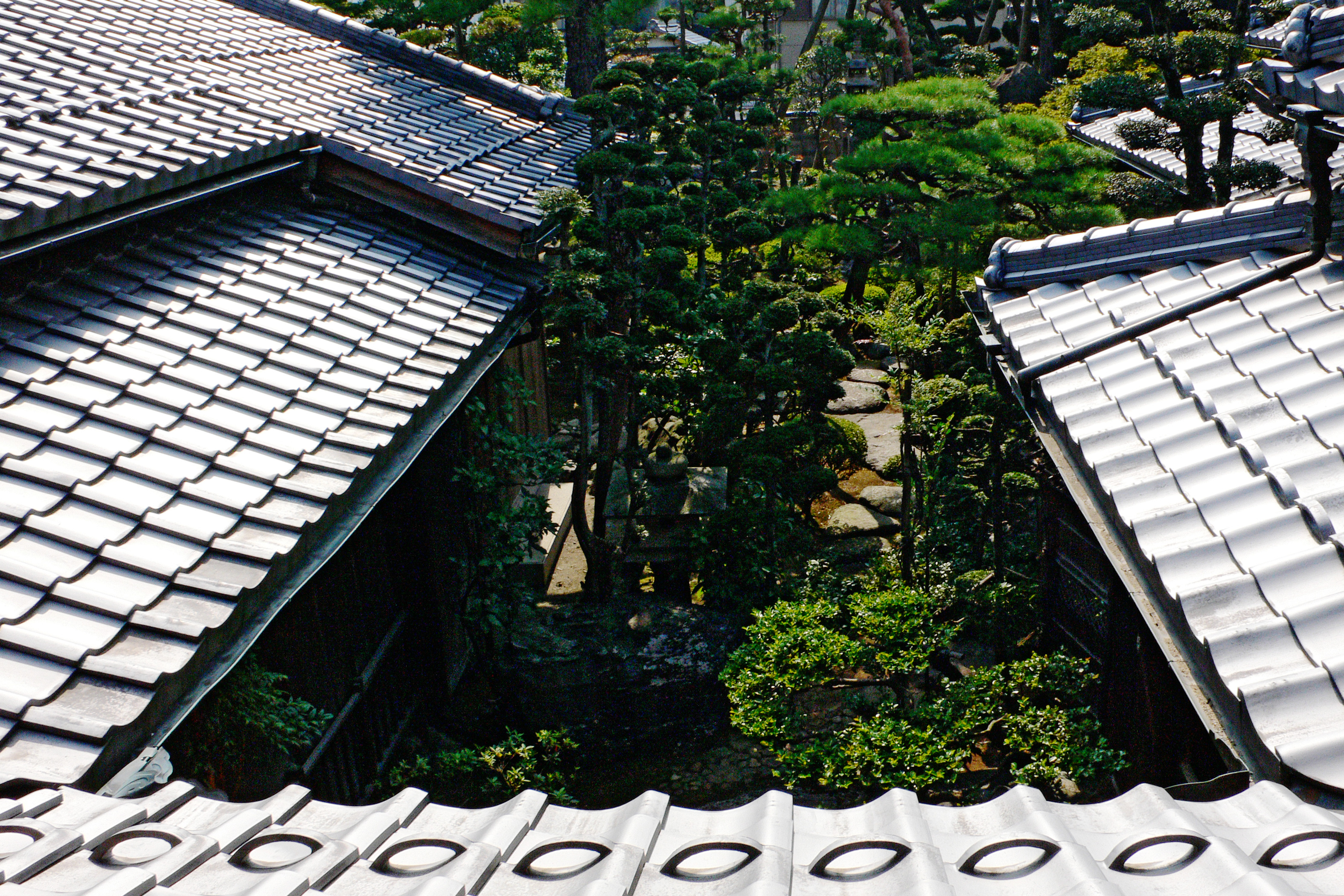
中庭

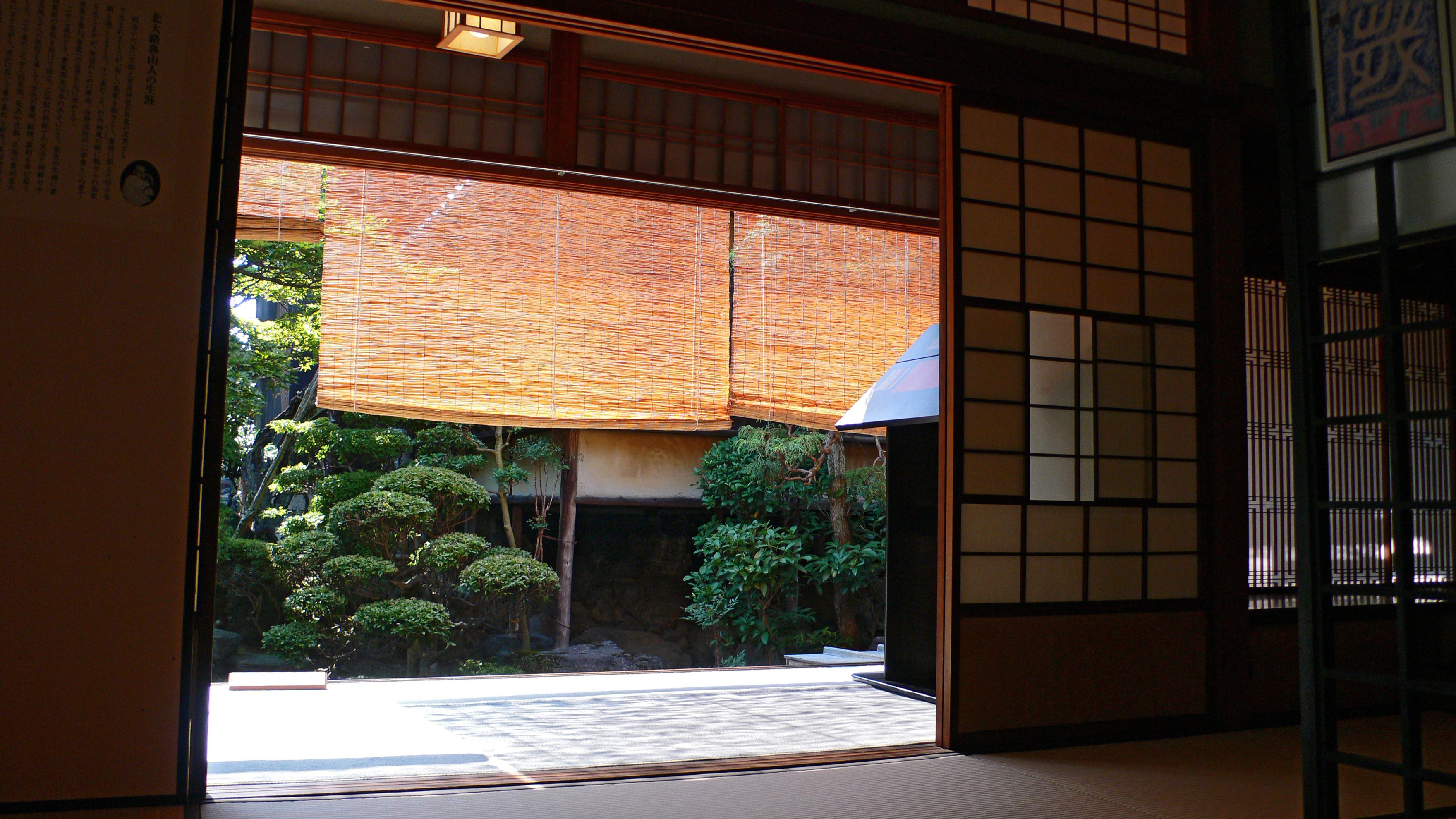
内部

長浜城主羽柴秀吉に選ばれた長浜町十人衆の筆頭たる三年寄を江戸時代を通して勤めた安藤家の商家として1905年（明治38年）に安藤與惣次郎により建設された近代和風建築物。虫籠窓や紅殻格子など近代商家の特徴を備えている。
2008年3月末に一度閉館となっていたが、2012年4月に4年ぶりに公開となった。
幕末からは近江商人として東北地方へ持ち下りを開始し、姻戚関係にある五個荘石馬寺の中村治朗兵衛家と共に福島の老舗百貨店中合の創業家である。

## 小蘭亭と古翠園
離れの書院「小蘭亭」は北大路魯山人が描いた襖絵や天井画などで彩られていることで有名である。
その名称は大通寺の名勝庭園の書院「蘭亭」からとったものとされる。
古翠園は小蘭亭の前庭として大正3年に築造された日本庭園で、布施宇吉による作庭。
現在小蘭亭は春と秋の年に２回、特別公開されている。

## 交通アクセス
- JR琵琶湖線 長浜駅 徒歩10分

## 周辺情報
- 黒壁スクエア
- 長浜別院 大通寺
- 慶雲館
- 長浜鉄道スクエア